# Soblówka

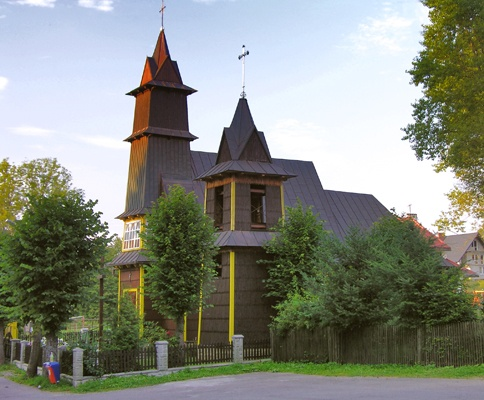
Holzkirche, erbaut 1949–52

Soblówka ist eine Ortschaft mit einem Schulzenamt der Gemeinde Ujsoły im Powiat Żywiecki der Woiwodschaft Schlesien in Polen.

## Geographie
Der Ort liegt am Bach Cicha in den Saybuscher Beskiden (Beskid Żywiecki) unter Wielka Rycerzowa (1226 m, im Südwesten) und Muńcuł (1165 m, im Nordwesten).

## Geschichte
Die Siedlung wurde wie Ujsoły und Glinka etwa an der Wende des 17. Jahrhunderts von Walachen gegründet. Sie wurde zunächst nach dem gleichnamigen Bach Cicha benannt und später als Sablówka, nach dem Namen Sabel.
Bei der Ersten Teilung Polens kam Soblówka 1772 zum neuen Königreich Galizien und Lodomerien der Habsburgermonarchie.
1918, nach dem Ende des Ersten Weltkriegs und dem Zusammenbruch der k.u.k. Monarchie, kam Soblówka zu Polen. Unterbrochen wurde dies nur durch die Besetzung Polens durch die Wehrmacht im Zweiten Weltkrieg. Es gehörte dann zum Landkreis Saybusch im Regierungsbezirk Kattowitz in der Provinz Schlesien (seit 1941 Provinz Oberschlesien).
Im Jahre 1928 wurde die erste Schule geöffnet.
Von 1975 bis 1998 gehörte Soblówka zur Woiwodschaft Bielsko-Biała.